# Abhinawagupta
Abhinawagupta, Abhinawaguptapada (अभिनवगुप्त Abhinavagupta; ur. ok. 950, zm. ok. 1020) – hinduski uczony, filozof i mistyk pochodzący z Kaszmiru. 

## Życiorys
Urodzony w rodzinie bramińskiej. Jego pisma obejmują około 50 rozpraw, komentarzy i hymnów mistyczno-filozoficznych. Według tradycji był wcieleniem Śeszy.
Myśl Abhinawagupty przeszła trzy etapy rozwoju: tantryczny, estetyczny i filozoficzny. Filozofią i rytuałem, a przede wszystkim systematycznym wykładem mistyki i myśli tantrycznej szkoły kula, zajął się w swoim największym dziele, Tantraloce (Światło tantry). Myśli zawarte w Tantraloce skondensował następnie w dziele o znacznie mniejszych rozmiarach Tantrasara.
Okres estetyczny rozwoju myśli Abhinawagupty reprezentuje szereg komentarzy traktujących o mistyce, teatrze i poezji. Stanowią je komentarz Loćana (Pogląd) do Dhwanjaloka|Dhwanjaloki (Światła „dźwięku”) i Abhinawabharati (Najnowszy [komentarz] do Bharaty) do Natjaśastry, traktatu Bharaty o teatrze.
Najważniejsze teksty filozoficzne Abhinawagupty to Iśwarapratjabhidźńa i Iśwarapratjabhidźńawiwrytiwimarsini (Rozprawa o interpretacji pojęcia rozpoznania Iśwary). Pierwszy tekst stanowi komentarz do zaginionego dzieła Utpalaćarji Iśwarapratjabhidźńawimarśini (Rozprawa o rozpoznaniu Boga), drugi stanowi wykład teorii o rozpoznaniu (pratjabhidźńa) tego, co transcendentne w tym, co poznawalne zmysłowo.